# Bang Soo-hyun
Pour les articles homonymes, voir Bang.
Dans ce nom coréen, le nom de famille, Bang, précède le nom personnel.
Bang Soo-hyun (en coréen : 방수현 ; hanja 方銖賢) est une ancienne joueuse sud-coréenne de badminton spécialiste du simple dames. Elle a été championne olympique en 1996. 
Elle arrête sa carrière après sa médaille d'or aux Jeux d'Atlanta, quelques semaines avant son 24e anniversaire. 
Entre 2000 et 2002, elle est entraîneur à la fédération sud-coréenne de badminton.

## Carrière

### Jeux olympiques
En 1992 à Barcelone, Bang Soo-hyun est battue en 3 sets en finale par l'indonésienne Susi Susanti, qui devient ainsi la 1re championne olympique de badminton en simple dames, ce sport y étant discipline olympique pour la 1re fois.
4 ans plus tard à Atlanta, la sud-coréenne aura sa revanche en battant en demi-finale cette même Susi Susanti. En finale, elle défait l'indonésienne Mia Audina pour décrocher la médaille d'or.

### Grands championnats

#### Championnats du monde
En 1993 à Birmingham (Angleterre), Bang Soo-hyun est médaillée d'argent après sa défaite en finale contre l'indonésienne Susi Susanti, en 3 sets. Deux ans plus tard en 1995 à Lausanne (Suisse), elle perd en demi-finale contre la chinoise Han Jingna et remporte ainsi une médaille de bronze.

#### Jeux Asiatiques
En 1994 à Hiroshima au Japon, elle décroche la médaille d'or en individuel et par équipes.

### Par équipes
Bang Soo-hyun a fait partie de l'équipe sud-coréenne victorieuse de la Sudirman Cup, le championnat du monde par équipes mixtes de badminton, en 1991 et en 1993.

### Tournois
| Année | Compétition                      | Résultat  |
| ----- | -------------------------------- | --------- |
| 1989  | Internationaux du Pays de Galles | Vainqueur |
| 1992  | Open de Thaïlande                | Finaliste |
| 1992  | Open d'Angleterre                | Finaliste |
| 1992  | Open de Hong Kong                | Vainqueur |
| 1993  | Open de Suède                    | Vainqueur |
| 1993  | Open d'Angleterre                | Finaliste |
| 1993  | Open de Corée du Sud             | Vainqueur |
| 1993  | Open de Suède                    | Vainqueur |
| 1994  | Open d'Indonésie                 | Finaliste |
| 1994  | Open de Corée du Sud             | Vainqueur |
| 1994  | Open de Chine                    | Vainqueur |
| 1994  | Open de Suède                    | Vainqueur |
| 1995  | Open de Chine                    | Finaliste |
| 1995  | Open de Hong Kong                | Vainqueur |
| 1995  | Open du Canada                   | Vainqueur |
| 1995  | Open d'Indonésie                 | Finaliste |
| 1996  | Open de Corée du Sud             | Vainqueur |
| 1996  | Open d'Angleterre                | Vainqueur |

## Vie privée
Elle est la fille d'un comédien sud-coréen célèbre.